# 灞桥遗址
灞桥位于中国陕西省西安市东10公里的灞河上，是古代关中通向东方的重要交通设施。由于长安至关东三条要道在灞河至长安城之间并为一路，中间以灞桥连通，故地位十分重要。程大昌有言：“此地最为长安冲要，凡自西东两方面入崤、潼关者，路必由之。”因此历代政府都十分重视灞桥的维护，唐代还特置了勋官、散官各一人专门管理。

## 历史
灞桥建于何时，于史无载。灞桥初为木质结构，王莽时期，因木桥被火烧殆尽而用石材改建。并一直使用到魏晋南北朝时期。
隋唐时期，因都城南移，灞桥于隋开皇三年（583年）被南移重建。重建后的灞桥至北宋时仍在使用。
隋唐灞桥在南宋时废弃，元朝时，灞桥再次得到重建。明清时期，灞桥又得到多次增修和改建。

## 文化
据传长安人士远送东行者至此，要折下柳枝，表达惜别之情，《开元天宝遗事》将灞桥也称作“销魂桥”。
戴叔伦的《送友人东归》、韩琮的《杨柳枝词》与杨巨源的《赋得灞岸柳留辞郑员外》均为描写灞桥送别的唐诗。